# Sudines
Sudines (en griego antiguo Σουδινες) fue un astrónomo, astrólogo y adivino que vivió hacia el siglo III a. C. Polieno le llama "adivino caldeo", lo que hace pensar que no era de origen griego. Estrabón lo cita también como astrólogo y matemático. Sus conocimientos astrológicos debían ser importantes, ya que Vete Valent utilizaba sus tablas lunares cuatro siglos después.
Fue el astrólogo del rey Atalo de Pérgamo (241-197 a. C.) y luchó con él contra los gálatas. Tenía conocimientos de hepatoscopia, práctica mágica que consiste en observar el hígado de los animal sacrificado, tal como hacían los arúspices etruscos. Según Frontino, durante el reinado de Eumenes II (197-159 a. C.) cometió un fraude muy famoso en la antigüedad: grabar en el hígado de un animal sacrificado unas frases que prometían la victoria unos días antes de la batalla contra los gálatas.
Polieno explica con mucho detalle el engaño, pero dice que pasó en la época del rey Atalo. Según este autor, fue el rey (tal vez por orden del adivino) quien, después de triturar agalla de roble escribió en su mano derecha (de izquierda a derecha) las palabras "victoria del rey". Cuando se sacaron las entrañas del animal colocó la mano debajo del hígado, todavía caliente y blando, y así se imprimió la inscripción. Sudines, tras examinar los lóbulos y la vesícula giró el hígado y "descubrió" la inscripción que profetizaba la victoria. El monarca mostró la señal al ejército que, lleno de confianza, venció a los gálatas.
Plinio cita varias veces un Sudines, al que atribuye un tratado sobre las virtudes mágicas de las perlas y las piedras preciosas. Es posible que sea el mismo personaje.